# Liffe 2007
18. ljubljanski mednarodni filmski festival je potekal med 7. in 21. novembrom 2007 v Ljubljani (Kosovelova in Linhartova dvorana Cankarjevega doma, Kinodvor, Kino Komuna, Kino Vič, Slovenska kinoteka), prvič pa tudi v Mariboru (Kolosej Maribor). Festival je prvič potekal pod taktirko novega programskega direktorja Simona Popka.

## Nagrade
| Nagrada                                                    | Film                                          | Režiser                                                                 |
| ---------------------------------------------------------- | --------------------------------------------- | ----------------------------------------------------------------------- |
| vodomec                                                    | Montag kommen die Fenster (Okna v ponedeljek) | Ulrich Köhle                                                            |
| zlati kolut (najboljši film po izboru občinstva)           | Vratné lahve (Povratne steklenice)            | Jan Svěrák                                                              |
| FIPRESCI                                                   | Et toi t'es sur qui? (In s kom ti seksaš?)    | Lola Doillon                                                            |
| nagrada AI-ja za najboljši film na temo človekovih pravic  | XXY                                           | Lucía Puenzo                                                            |
| zmagovalec natečaja za najboljši kratki film Itak filmfest | Postaja                                       | Matevž Jerman, Matej Bandelj, Matevž Rener, Gregor Vuga, Amir Ahmetovič |

Na natečaj za najboljši kratki film Itak filmfest je prispelo 56 filmov. Žirija v sestavi Simon Popek, Nejc Gazvoda, Maja Taraniš Gigia in Eva Winkler je izbrala film Postaja. O vodomcu, nagradi za najboljšega režiserja filma iz sklopa Perspektive, je odločala žirija, v kateri so bili Alexis A. Tioseco, Enrico Chiesa in Andrej Blatnik, o nagradi Amnesty Internationala na temo človekovih pravic pa Taco Ruighaver, Jasmin Duraković in Nataša Posel. V žiriji FIPRESCI pa so bili člani Gabe Klinger, Leo Soesanto in Neil Baskal.

## Filmi

### Perspektive
| #   | Film                                     | Slovenski prevod         | Režiser              | Država                       | Leto | Dolžina | Jezik     |
| --- | ---------------------------------------- | ------------------------ | -------------------- | ---------------------------- | ---- | ------- | --------- |
| 1.  | London to Brighton                       | Beg v Brighton           | Paul Andrew Williams | Velika Britanija             | 2007 | 90'     | angl.     |
| 2.  | Day Night Day Night                      | Dan noč dan noč          | Julia Loktev         | Francija, Nemčija, ZDA       | 2006 | 94'     | angl.     |
| 3.  | 2 Days in Paris                          | Dva dni v Parizu         | Julie Delpy          | Francija, Nemčija            | 2007 | 96'     | fr./angl. |
| 4.  | Эйфория (Euphoria)                       | Evforija                 | Ivan Viripajev       | Rusija                       | 2006 | 74'     | rus.      |
| 5.  | Et toi, t'es sur qui? (Just About Love?) | In s kom ti seksaš?      | Lola Doillon         | Francija                     | 2007 | 82'     | fr.       |
| 6.  | Control                                  | Nadzor                   | Anton Corbijn        | Velika Britanija             | 2007 | 119'    | angl.     |
| 7.  | Shotgun Stories                          | Nasilne zgodbe           | Jeff Nichols         | ZDA                          | 2007 | 92'     | angl.     |
| 8.  | Montag kommen die Fenster                | Okna v ponedeljek        | Ulrich Köhler        | Nemčija                      | 2006 | 87'     | nem.      |
| 9.  | Persepolis                               | —                        | Marjane Satrapi      | Francija                     | 2007 | 95'     | fr./perz. |
| 10. | Svobodnoe plavanie (Free Floating)       | Prosto plavanje          | Boris Hlebnikov      | Rusija                       | 2007 | 101'    | rus.      |
| 11. | Takva (Takva: A Man's Fear of God)       | Takva − strah pred bogom | Özer Kiziltan        | Turčija, Nemčija             | 2007 | 96'     | tur.      |
| 12. | XXY                                      | —                        | Lucía Puenzo         | Španija, Francija, Argentina | 2007 | 86'     | špan.     |

### Predpremiere
| #   | Film                                                                | Slovenski prevod             | Režiser                          | Država                                                 | Leto | Dolžina | Jezik          |
| --- | ------------------------------------------------------------------- | ---------------------------- | -------------------------------- | ------------------------------------------------------ | ---- | ------- | -------------- |
| 1.  | The Darjeeling Limited                                              | Darjeeling ekspres           | Wes Anderson                     | ZDA                                                    | 2007 | 91'     | angl.          |
| 2.  | Lady Chatterley                                                     | —                            | Pascale Ferran                   | Francija, VB, Belgija                                  | 2006 | 168'    | fr.            |
| 3.  | Becoming Jane                                                       | Ljubljena Jane               | Julian Jarrold                   | Velika Britanija                                       | 2007 | 120'    | angl.          |
| 4.  | Michael Clayton                                                     | —                            | Tony Gilroy                      | ZDA                                                    | 2007 | 119'    | angl.          |
| 5.  | L'Avocat de la terreur (Terror's Advocate)                          | Odvetnik terorja             | Barbet Schroeder                 | Francija                                               | 2007 | 135'    | fr./angl./nem. |
| 6.  | The Hunting Party                                                   | Pomlad v Bosni               | Richard Shepard                  | ZDA                                                    | 2007 | 103'    | angl./bos.     |
| 7.  | A fost sau n-a fost? (12:08 East of Bucharest)                      | Smo imeli revolucijo ali ne? | Corneliu Porumboiu               | Romunija                                               | 2006 | 89'     | rom.           |
| 8.  | Boarding Gate                                                       | Surova ljubezen              | Olivier Assayas                  | Francija                                               | 2006 | 106'    | angl./fr.      |
| 9.  | Azuloscurocasinegro (Dark Blue Almost Black)                        | Temnomodroskorajčrno         | Daniel Sánchez Arévalo           | Španija                                                | 2006 | 105'    | špan.          |
| 10. | Du levande (You, the Living)                                        | Ti, ki živiš                 | Roy Andersson                    | Švedska, Nemčija, Francija, Danska, Norveška, Japonska | 2007 | 96'     | šved.          |
| 11. | In the Valley of Elah                                               | V dolini smrti               | Paul Haggis                      | ZDA                                                    | 2007 | 120'    | angl.          |
| 12. | Delirious                                                           | Zbegani                      | Tom DiCillo                      | ZDA                                                    | 2006 | 107'    | angl.          |
| 13. | Goodbye Bafana                                                      | Zbogom, Bafana               | Bille August                     | Nemčija, Francija, Belgija, VB, Italija                | 2007 | 117'    | angl.          |
| 14. | Zidane, un portrait du 21e siècle (Zidane: A 21st Century Portrait) | Zidane: Portret 21. stoletja | Douglas Gordon, Philippe Parreno | Francija, Islandija                                    | 2006 | 90'     | fr./špan.      |

### Panorama svetovnega filma
| #   | Film                                                      | Slovenski prevod          | Režiser                | Država                     | Leto | Dolžina | Jezik      |
| --- | --------------------------------------------------------- | ------------------------- | ---------------------- | -------------------------- | ---- | ------- | ---------- |
| 1.  | Armin                                                     | —                         | Ognjen Sviličić        | Hrvaška, BiH, Nemčija      | 2007 | 82'     | bos./hrv.  |
| 2.  | Der menschliche Fisch (The Human Fish)                    | Človeška ribica           | Peter Braatz           | Nemčija, Slovenija         | 2007 | 85'     | nem./angl. |
| 3.  | The Journals of Knud Rasmussen                            | Dnevniki Knuda Rasmussena | Zacharias Kunuk        | Danska, Kanada             | 2006 | 112'    | inuit.     |
| 4.  | La France                                                 | Francija                  | Serge Bozon            | Francija                   | 2007 | 102'    | fr.        |
| 5.  | Gruz 200 (Cargo 200)                                      | Grušč 200                 | Aleksej Balabanov      | Rusija                     | 2007 | 89'     | rus.       |
| 6.  | Instalacija ljubezni                                      | —                         | Maja Weiss             | Slovenija                  | 2007 | 98'     | slov.      |
| 7.  | Yumurta (Egg)                                             | Jajce                     | Semih Kaplanoğlu       | Turčija, Grčija            | 2007 | 97'     | tur.       |
| 8.  | Mio fratello è figlio unico (My Brother Is an Only Child) | Moj brat je edinec        | Daniele Luchetti       | Italija                    | 2007 | 100'    | it.        |
| 9.  | Mýrin (Jar City)                                          | Okužena kri               | Baltasar Kormákur      | Islandija, Nemčija         | 2007 | 93'     | isl.       |
| 10. | Klopka (The Trap)                                         | Past                      | Srđan Golubović        | Srbija, Nemčija, Madžarska | 2007 | 106'    | srb.       |
| 11. | Ferien (Vacation)                                         | Počitnice                 | Thomas Arslan          | Nemčija                    | 2007 | 91'     | nem.       |
| 12. | Partes usadas (Used Parts)                                | Rabljeni deli             | Aarón Fernández Lesur  | Španija, Francija, Mehika  | 2007 | 95'     | špan.      |
| 13. | Nacido y criado (Born and Bred)                           | Rojen in vzgojen          | Pablo Trapero          | Argentina, Italija, VB     | 2006 | 100'    | špan.      |
| 14. | Sonhos de peixe (Fish Dreams)                             | Sanje o ribah             | Kirill Mikhanovsky     | Brazilija, Rusija, ZDA     | 2006 | 111'    | port.      |
| 15. | Le Pressentiment (The Premontion)                         | Slutnja                   | Jean-Pierre Darroussin | Francija                   | 2007 | 97'     | fr.        |
| 16. | Friss levegő (Fresh Air)                                  | Svež zrak                 | Ágnes Kocsis           | Madžarska                  | 2006 | 109'    | madž.      |
| 17. | ...a bude hůř (It's Gonna Get Worse)                      | Še slabše bo              | Petr Nikolaev          | Češka                      | 2007 | 87'     | češ.       |
| 18. | This Is England                                           | To je Anglija             | Shane Meadows          | Velika Britanija           | 2006 | 100'    | angl.      |

### Kralji in kraljice
| #   | Film                                                                   | Slovenski prevod              | Režiser                | Država                | Leto | Dolžina | Jezik          |
| --- | ---------------------------------------------------------------------- | ----------------------------- | ---------------------- | --------------------- | ---- | ------- | -------------- |
| 1.  | Les anges exterminateurs (The Exterminating Angels)                    | Angela uničenja               | Jean-Claude Brisseau   | Francija              | 2006 | 100'    | fr.            |
| 2.  | Fay Grim                                                               | —                             | Hal Hartley            | Nemčija, ZDA          | 2007 | 118'    | angl.          |
| 3.  | Mogari no mori (The Mourning Forest)                                   | Gozd žalovanja                | Naomi Kawase           | Francija, Japonska    | 2007 | 97'     | jap.           |
| 4.  | Actrices                                                               | Igralke                       | Valeria Bruni Tedeschi | Francija              | 2007 | 107'    | fr.            |
| 5.  | Izgnanie (The Banishment)                                              | Izgon                         | Andrej Zvjagincev      | Rusija                | 2007 | 157'    | rus.           |
| 6.  | Belle de jour                                                          | Lepotica dneva                | Luis Buñuel            | Francija, Italija     | 1967 | 101'    | fr./špan.      |
| 7.  | Sanxia haoren (Still Life)                                             | Mirno življenje               | Jia Zhangke            | Kitajska, Hongkong    | 2006 | 108'    | kit.           |
| 8.  | Paranoid Park                                                          | —                             | Gus Van Sant           | Francija              | 2007 | 84'     | angl.          |
| 9.  | Vratné lahve (Empties)                                                 | Povratne steklenice           | Jan Svěrák             | Češka, VB, Danska     | 2007 | 100'    | češ.           |
| 10. | Kagadanan sa banwaan ning mga engkanto (Death in the Land of Encantos) | Smrt v provinci               | Lav Diaz               | Filipini              | 2007 | 540'    | tagalog./angl. |
| 11. | Obsluhoval jsem anglického krále                                       | Stregel sem angleškemu kralju | Jiří Menzel            | Češka, Slovaška       | 2007 | 120'    | češ.           |
| 12. | Belle toujours                                                         | Še vedno lepotica             | Manoel De Oliveira     | Portugalska, Francija | 2006 | 68'     | fr.            |
| 13. | Import – export                                                        | Uvoz – izvoz                  | Ulrich Seidl           | Avstrija              | 2007 | 135'    | nem.           |
| 14. | Auf der anderen Seite (The Edge of Heaven)                             | Z druge strani                | Fatih Akin             | Nemčija, Turčija      | 2007 | 122'    | tur./nem.      |
| 15. | Haebyonui yoin (Woman on the Beach)                                    | Ženska na obali               | Hong Sang-soo          | Južna Koreja          | 2006 | 127'    | kor.           |

### Ekstravaganca
| #  | Film                                        | Slovenski prevod   | Režiser       | Država             | Leto | Dolžina | Jezik   |
| -- | ------------------------------------------- | ------------------ | ------------- | ------------------ | ---- | ------- | ------- |
| 1. | Fong yuk (Exiled)                           | Izgnan             | Johnnie To    | Hongkong, Kitajska | 2006 | 110'    | kanton. |
| 2. | Brand Upon the Brain!                       | Ožigosani možgani! | Guy Maddin    | Kanada, ZDA        | 2006 | 95'     | angl.   |
| 3. | Dasepo sonyo (Dasepo Naughty Girls)         | Poredne gimnazijke | Je-yong Lee   | Južna Koreja       | 2006 | 103'    | kor.    |
| 4. | Kantoku – banzai! (Glory to the Filmmaker!) | Slava filmarju!    | Takeši Kitano | Japonska           | 2007 | 104'    | jap.    |
| 5. | Viva                                        | Viva               | Anna Biller   | ZDA                | 2007 | 120'    | angl.   |

### Posvečeno: James Benning
| #  | Film                                 | Slovenski prevod                     | Režiser       | Država  | Leto | Dolžina | Jezik |
| -- | ------------------------------------ | ------------------------------------ | ------------- | ------- | ---- | ------- | ----- |
| 1. | Ten Skies                            | Deset podob neba                     | James Benning | ZDA     | 2005 | 101'    | —     |
| 2. | James Benning: Circling the Image    | James Benning: Obkrožiti podobo      | Reinhard Wulf | Nemčija | 2003 | 84'     | angl. |
| 3. | One Way Boogie Woogie/27 Years Later | One Way Boogie Woogie/27 let pozneje | James Benning | ZDA     | 2006 | 121'    | —     |
| 4. | 13 Lakes                             | 13 jezer                             | James Benning | ZDA     | 2004 | 135'    | —     |

### Fokus: Romunija
| #  | Film                                                            | Slovenski prevod             | Režiser            | Država   | Leto | Dolžina | Jezik            |
| -- | --------------------------------------------------------------- | ---------------------------- | ------------------ | -------- | ---- | ------- | ---------------- |
| 1. | 4 luni, 3 saptamâni si 2 zile (4 Months, 3 Weeks and 2 Days)    | 4 meseci, 3 tedni in 2 dneva | Cristian Mungiu    | Romunija | 2007 | 113'    | rom.             |
| 2. | Visul lui Liviu (Liviu's Dream)                                 | Liviujeve sanje              | Corneliu Porumboiu | Romunija | 2004 | 40'     | rom.             |
| 3. | Marilena de la P7 (Marilena from P7)                            | Marilena iz P7               | Cristian Nemescu   | Romunija | 2006 | 45'     | rom.             |
| 4. | Hârtia va fi albastră (The Paper Will Be Blue)                  | Papir bo pomodrel            | Radu Muntean       | Romunija | 2006 | 95'     | rom.             |
| 5. | Marfa şi banii (Stuff and Dough)                                | Roba in cvenk                | Cristi Puiu        | Romunija | 2001 | 90'     | rom.             |
| 6. | California Dreamin' (nesfârșit) (California Dreamin' (endless)) | Sanje o Kaliforniji          | Cristian Nemescu   | Romunija | 2007 | 155'    | rom./angl./špan. |

### Fokus: Zares neodvisni Američani
| #  | Film              | Slovenski prevod      | Režiser          | Država | Leto | Dolžina | Jezik     |
| -- | ----------------- | --------------------- | ---------------- | ------ | ---- | ------- | --------- |
| 1. | Analog Days       | Analogni dnevi        | Mike Ott         | ZDA    | 2006 | 90'     | angl.     |
| 2. | Loren Cass        | —                     | Chris Fuller     | ZDA    | 2006 | 83'     | angl.     |
| 3. | Apart from That   | Ne glede na to        | Jennifer Shainin | ZDA    | 2006 | 128'    | angl.     |
| 4. | Dance Party USA   | Plesna zabava         | Aaron Katz       | ZDA    | 2006 | 66'     | angl.     |
| 5. | I Am a Sex Addict | Zasvojen sem s seksom | Caveh Zahedi     | ZDA    | 2005 | 98'     | angl./fr. |
| 6. | Zoo               | Zoo                   | Robinson Devor   | ZDA    | 2007 | 80'     | angl.     |

### Retrospektiva: Roy Andersson
| #  | Film                                                    | Slovenski prevod            | Režiser       | Država  | Leto | Dolžina | Jezik |
| -- | ------------------------------------------------------- | --------------------------- | ------------- | ------- | ---- | ------- | ----- |
| 1. | Härlig är jorden (World of Glory)                       | Ljubka je zemlja            | Roy Andersson | Švedska | 1991 | 15'     | šved. |
| 2. | Någonting har hänt (Something Has Happened)             | Nekaj se je zgodilo         | Roy Andersson | Švedska | 1987 | 24'     | šved. |
| 3. | Sånger från andra våningen(Songs from the Second Floor) | Pesmi iz drugega nadstropja | Roy Andersson | Švedska | 2000 | 100'    | šved. |
| 4. | En kärlekshistoria (A Swedish Love Story)               | Švedska ljubezenska zgodba  | Roy Andersson | Švedska | 1969 | 119'    | šved. |
| 5. | Giliap                                                  | Giliap                      | Roy Andersson | Švedska | 1975 | 137'    | šved. |

### Retrospektiva: Otar Iosseliani
| #  | Film                                                                          | Slovenski prevod                | Režiser           | Država                                    | Leto | Dolžina | Jezik     |
| -- | ----------------------------------------------------------------------------- | ------------------------------- | ----------------- | ----------------------------------------- | ---- | ------- | --------- |
| 1. | Jardins en automne (Gardens in Autumn)                                        | Jesenski vrtovi                 | Otar Iosseliani   | Francija, Italija, Rusija                 | 2006 | 115'    | fr.       |
| 2. | Giorgobistve (Falling Leaves)                                                 | Ko odpada listje                | Otar Iosseliani   | Sovjetska zveza                           | 1966 | 97'     | gruz.     |
| 3. | La chasse aux papillons                                                       | Lov na metulje                  | Otar Iosseliani   | Francija                                  | 1992 | 115'    | fr.       |
| 4. | Les favoris de la lune (Favourites of the Moon)                               | Lunini ljubljenci               | Otar Iosseliani   | Francija                                  | 1984 | 102'    | fr.       |
| 5. | Otar Iosseliani, le merle siffleur (Otar Iosseliani, the Whistling Blackbird) | Otar Iosseliani, žvižgajoči kos | Julie Bertuccelli | Francija                                  | 2006 | 92'     | fr.       |
| 6. | Brigands, chapitre VII (Brigands-Chapter VII)                                 | Razbojniki, 7. poglavje         | Otar Iosseliani   | Francija, Rusija, Italija, Švica, Gruzija | 1996 | 129'    | fr./gruz. |
| 7. | Lundi matin (Monday Morning)                                                  | V ponedeljek zjutraj            | Otar Iosseliani   | Francija, Italija                         | 2001 | 120'    | fr.       |
| 8. | Adieu, plancher des vaches! (Farewell, Home Sweet Home)                       | Zbogom, rodna gruda             | Otar Iosseliani   | Francija, Švica, Italija                  | 1999 | 118'    | fr.       |
| 9. | Iko shashvi mgalobeli (There Once was a Singing Blackbird)                    | Živel je pojoči drozg           | Otar Iosseliani   | Sovjetska zveza                           | 1970 | 84'     | gruz.     |

### Proti vetru
| #  | Film                                                 | Slovenski prevod       | Režiser                    | Država                       | Leto | Dolžina | Jezik   |
| -- | ---------------------------------------------------- | ---------------------- | -------------------------- | ---------------------------- | ---- | ------- | ------- |
| 1. | Juventude em marcha (Colossal Youth)                 | Mladost na pohodu      | Pedro Costa                | Portugalska, Francija        | 2006 | 155'    | port.   |
| 2. | A londoni férfi (The Man from London)                | Mož iz Londona         | Béla Tarr, Ágnes Hranitzky | Francija, Madžarska, Nemčija | 2007 | 132'    | madž.   |
| 3. | Hei yan quan (I Don't Want to Sleep Alone)           | Nočem spati sam        | Tsai Ming-liang            | Tajvan, Francija, Avstrija   | 2006 | 115'    | mandar. |
| 4. | Sang sattawat (Syndromes and a Century)              | Sindromi in stoletje   | Apichatpong Weerasethakul  | Tajska, Francija, Avstrija   | 2006 | 105'    | taj.    |
| 5. | Kurz davor ist es passiert (It Happened Just Before) | Zgodilo se je ravnokar | Anja Salomonowitz          | Avstrija                     | 2006 | 72'     | nem.    |

### Kratki filmi
| #  | Film                                          | Slovenski prevod      | Režiser                        | Država                       | Leto | Dolžina | Jezik     |
| -- | --------------------------------------------- | --------------------- | ------------------------------ | ---------------------------- | ---- | ------- | --------- |
| 1. | 39                                            | —                     | Augusto Modigliani             | Italija                      | 2007 | 10'     | it.       |
| 2. | Liebeskrank (Lovesick)                        | Hrepeneč po ljubezni  | Špela Čadež                    | Nemčija, Slovenija           | 2007 | 9'      | —         |
| 3. | Dad                                           | Oče                   | Daniel Mulloy                  | Velika Britanija             | 2006 | 8'      | angl.     |
| 4. | Entre Potes (The Adventures of Paco and Igor) | Paco in Igor          | Gregor Andolšek, Iván Tobalina | Francija, Slovenija, Španija | 2007 | 9'      | fr./angl. |
| 5. | Zondvloed                                     | Poplava               | Peter Ghesquière               | Belgija                      | 2006 | 14'     | fr.       |
| 6. | Joyriders                                     | Uživački              | Rebecca Daly                   | Irska                        | 2006 | 15'     | angl.     |
| 7. | Szalontüdő (Tripes and Onions)                | Vampi in čebula       | Márton Szirmai                 | Madžarska                    | 2006 | 7'      | —         |
| 8. | Massima punizione                             | Zadnja enajstmetrovka | Lorenzo Garzella               | Italija                      | 2006 | 10'     | —         |
| 9. | Ultima zi in decembrie (Last Day of December) | Zadnji dan v decembru | Bogdan George Apetri           | Romunija                     | 2006 | 15'     | rom.      |